# Pierre Ier Brûlart
Pierre Ier Brûlart, né vers 1422 et mort à Paris le 24 juin 1483, est un homme de loi français.

## Biographie
Pierre Ier Brûlart est le fils de Nicolas Brûlart (cité en 1440-1450), conseiller du roi, et d'Ysabeau Jouvenel des Ursins,.
Commis du gouvernement de la régale de l'évêché de Paris, il est d'abord clerc de Jean Bureau (1390-1463), collecteur des impôts de Paris et, en 1443, trésorier de France. Pierre Ier Brûlart devient à son tour trésorier de France (compte de Guillaume Rigault, changeur au Trésor en 1466). Le roi Louis XI qui lui accorda sa confiance et le nomme en 1466 comme son secrétaire principal, tâche qu'il conserva sous le règne de Charles VIII, côtoyant Philippe de Commynes (1447-1511) sous ces deux règnes et exerçant d'autres charges importantes qui lui furent confiées par les deux souverains, comme conseiller, notaire royal,de la Maison et Couronne de France.
Il releva le 21 juillet 1468, de l'abbé de Saint-Waast d'Arras, au nom de son fils, les fiefs de Héez, Courtieux-en-Aignets au pays d'Artois.
Il épouse en premières noces Denise Dourdin (vers 1440-1466), fille unique de Raoul Dourdin, tapissier et valet de chambre du roi et Catherine (Hameline) Bailli, avec qui il aura :
- Jean Brulart (1456-1519), seigneur de Héez, et Courtieux-en-Aignets, baron d'Aignets en Artois, conseiller au Parlement de Paris, reçu le 23 juin 1502, prévôt des marchands de Paris (1514-1516), épouse en premières noces Jeanne Jayer qui lui donnera un fils, d’où la descendance des différentes branches connues des Brûlart, et en secondes noces Guillemette Allegrain et Jeanne Alligret en troisièmes noces ;
- Geneviève Brûlart[4].

Veuf, il épouse en secondes noces Catherine de Livres, dont les enfants n'ont pas de descendances connues :
- Pierre Brûlart (vers 1480) ;
- Geoffroi Brûlart (vers 1480) ;
- Marie Brûlart.

Il meurt à Paris le 24 juin 1483 et est inhumé au cimetière des Saints-Innocents, aux côtés de sa première épouse Denise Dourdin, morte le 18 février 1466, fille unique de Raoul Dourdin et Catherine Bailli.